# Hinterstaufen
Hinterstaufen is een dorpje in de Duitse gemeente Oberstaufen, gelegen in de deelstaat Beieren en district (Landkreis) Oberallgäu. 